# Угнів
У́гнів — місто в Україні, у Белзькій міській громаді Шептицького району Львівської області. Лежить у Надбужанській котловині, над річкою Солокією, за 2 км від кордону із Польщею.
Угнів відомий як найменше місто в Україні — на 2001 рік тут нараховується лише 1007 мешканців (1970 року — 1 500 мешканців). Також після утворення територіальних громад це єдине місто України, що не є центром територіальної громади.

## Географія
Відстань залізницею до Сокаля — 90 км, фізична відстань до Києва — 460,6 км.
Сусідні населені пункти:

## Клімат
У місті вологий континентальний клімат, з м'якою зимою та теплим літом. Середньорічна температура становить +7,6 °C.
Найпрохолодніший місяць січень, зі середньою температурою -4 °С, найтепліший місць липень, з середньою температурою +17,9 °C.
Опадів більше випадає у липні, в середньому 84 мм, найменше у січні — 29 мм опадів. За рік випадає близько 606 мм опадів.
| Кліматограма Угніва                                                                            | Кліматограма Угніва | Кліматограма Угніва | Кліматограма Угніва | Кліматограма Угніва | Кліматограма Угніва | Кліматограма Угніва | Кліматограма Угніва | Кліматограма Угніва | Кліматограма Угніва | Кліматограма Угніва | Кліматограма Угніва |
| ---------------------------------------------------------------------------------------------- | ------------------- | ------------------- | ------------------- | ------------------- | ------------------- | ------------------- | ------------------- | ------------------- | ------------------- | ------------------- | ------------------- |
| С                                                                                              | Л                   | Б                   | К                   | Т                   | Ч                   | Л                   | С                   | В                   | Ж                   | Л                   | Г                   |
| 29 −1 −7                                                                                       | 29 0 −5             | 34 5 −2             | 43 13 4             | 66 19 8             | 81 22 11            | 84 23 13            | 66 23 12            | 55 18 8             | 41 13 4             | 39 6 0              | 39 1 −4             |
| Середня макс. і мін. температури повітря (°C) Атмосферні опади (мм), за рік : 606 мм. Джерело: |                     |                     |                     |                     |                     |                     |                     |                     |                     |                     |                     |

## Історія

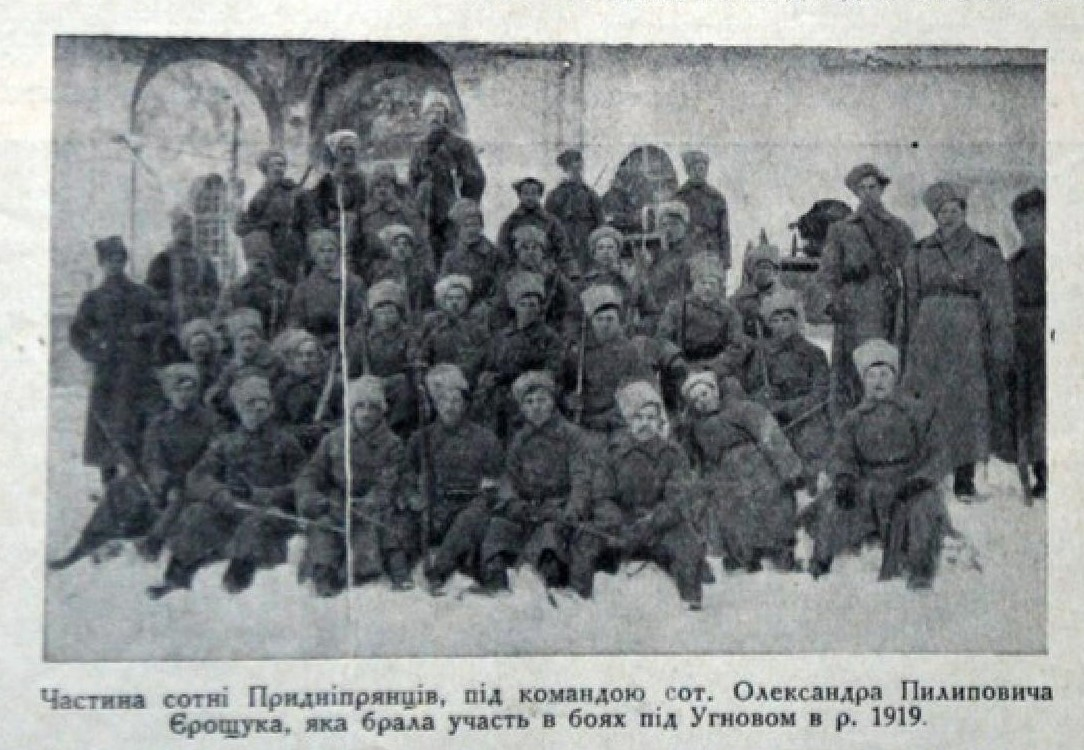
Сотня наддніпрянців Армії УНР, яка разом з УГА брала участь у боях з поляками біля Угнева в 1919 році, під командою сотника Олександра Єрощука

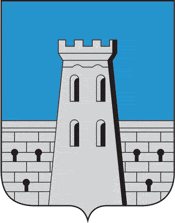
Історичний герб міста

Перша згадка про місто належить до 1360 року. В 1462 році воно отримало маґдебурзьке право.
У 1621 році Угнів зазнавав нападу татар. 1624 року в місто прийшла морова пошесть, 1634-го — сталася велика пожежа.
Колись місто було осередком видавничої діяльності. З давніх часів було розвинене шевське доморобне виробництво (занепало у ХІХ столітті).
1 липня 1934 року ліквідовали самоврядну громаду Заставне, а її територію приєднали до міста Угнів.
У 1939 році місто опинилося на території окупованої німцями Польщі. У 1940–1941 та 1944 роках було центром Угнівського району.
Після Другої світової війни місто опинилося у складі Польщі. 16-30 червня 1947 року під час операції «Вісла» польська армія виселила з Угнова на щойно приєднані до Польщі північно-західні терени 323 українців. У місті залишилося 1154 поляки.
1951 року, згідно з радянсько-польським договором, Угнів і сусідні території, на яких відкрили багаті поклади кам'яного вугілля, перейшли до СРСР — в обмін на українські території на верхньому Сяні, які перейшли до Польщі. Після цього польське населення з міста виїхало, і у ньому вселилися українці.
Угнів має свою залізничну станцію Угнів.
24 грудня 2018 року громада УПЦ МП перейшла під юрисдикцію Української Помісної Церкви.

## Населення
Населення Угнева, станом на 1 січня 2019 року, налічувало — 974 особи.
Згідно з переписом населення 2001 року в Угневі мешкало 1021 особа.
Динаміка населення Угніва

### Національний склад
Розподіл населення за національністю за даними перепису 2001 року:
| Національність  | Відсоток |
| --------------- | -------- |
| українці        | 98,20 %  |
| росіяни         | 1,20 %   |
| інші/не вказали | 0,60 %   |

### Мова
Розподіл населення за рідною мовою за даними перепису 2001 року:
| Мова       | Кількість | Відсоток |
| ---------- | --------- | -------- |
| українська | 987       | 98.8%    |
| російська  | 10        | 1.0%     |
| білоруська | 1         | 0.1%     |
| єврейська  | 1         | 0.1%     |
| Усього     | 999       | 100%     |

## Органи влади
Місто входить до складу Белзької міської громади, де разом з селом Заставне утворює старостинський округ. Староста — Саган Олександра Павлівна.

## Визначні пам'ятки

### Василіянська церква Різдва Пресвятої Богородиці

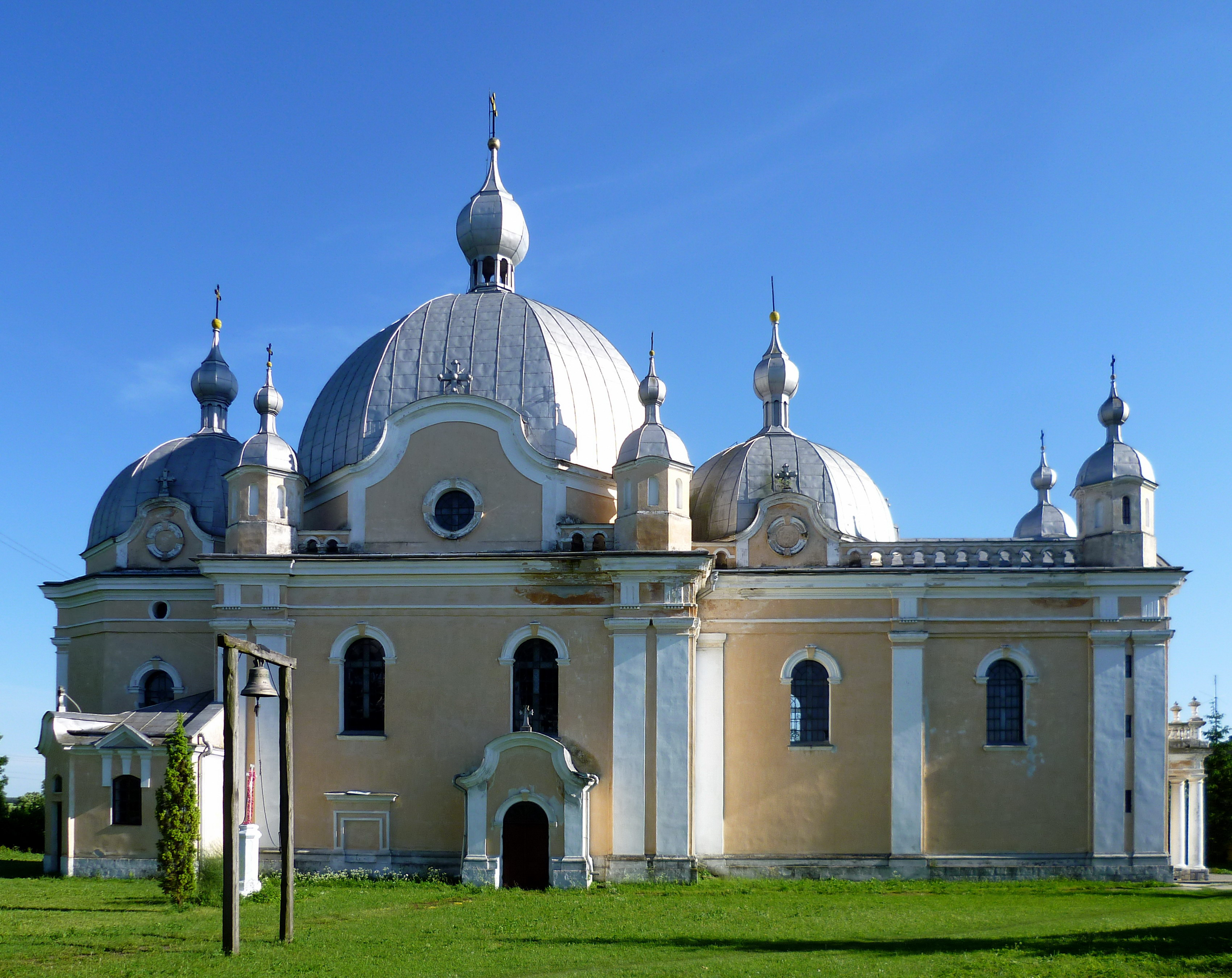
Церква Різдва Пресвятої Богородиці

Кам'яна церква була побудована на місці давньої дерев'яної, яка згоріла в 1780 році. Від неї збереглася дзвіниця.
Церква постійно добудовувалася і перебудовувалася. Степан Жуковський у 1855–1857 роках добудував церкву за власні кошти і отримав хрест від Папи. Півстоліття згодом о. Василь добудував галерею та бабинець.
У церкві була казальниця у формі човна, біля якого два апостоли тримають сіті, в сітях — риби.
Церква вважалася однією з перлин внутрішнього розпису Галичини. Автор цих розписів — Дем'ян Горняткевич.
Після війни у церкві зробили машинно-тракторну станцію.

### Костел Внебовзяття Пресвятої Діви Марії

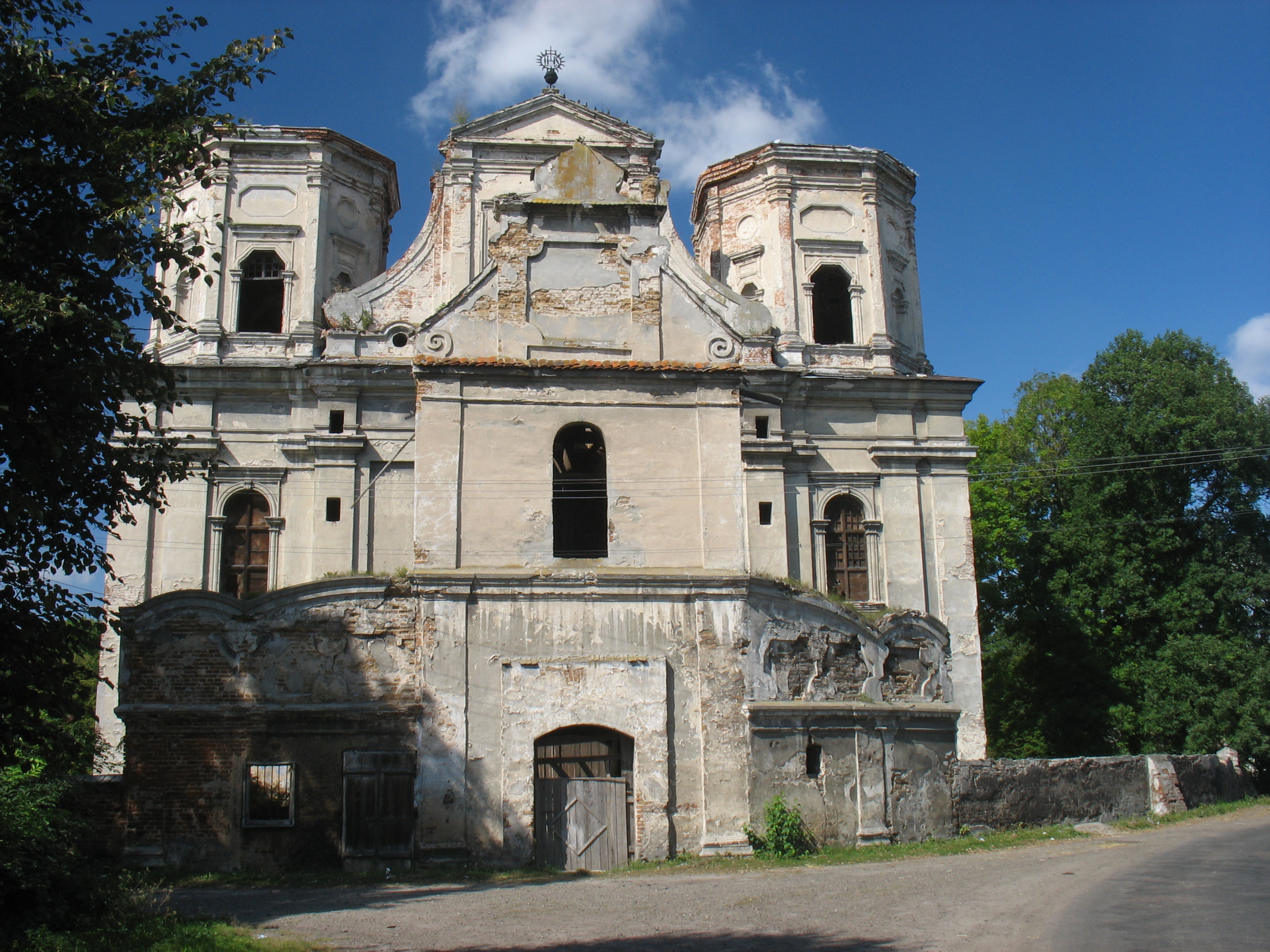
Костел Успіння Пресвятої Богородиці

Перший костел заснував белзький воєвода Зигмунд з Радзанова, який 1470 року записав фундуш для парафії РКЦ в місті.
За проектом архітектора Войцеха Лєнартовича на місці дерев'яного костелу, який згорів, був побудований цегляний — на кошти Кшиштофа Скшина Дуніна та його дружини Маріанни Заборовської. Освячений був 21 серпня 1695 р., про що свідчить табличка на фасаді, знайдена при реставрації 1922 р.
У деяких джерелах написано, що можливо цей костел був перебудований з кам'яного, спорудженого за часів короля Владислава IV у 1632 р.
Під час Першої світової війни, 15 червня 1915 р. внаслідок артилерійського обстрілу було пошкоджено костел — збито одну з веж.
У міжвоєнний період храм був реконструйований — відновлено вежі, але змінено їхні розміри та форми.

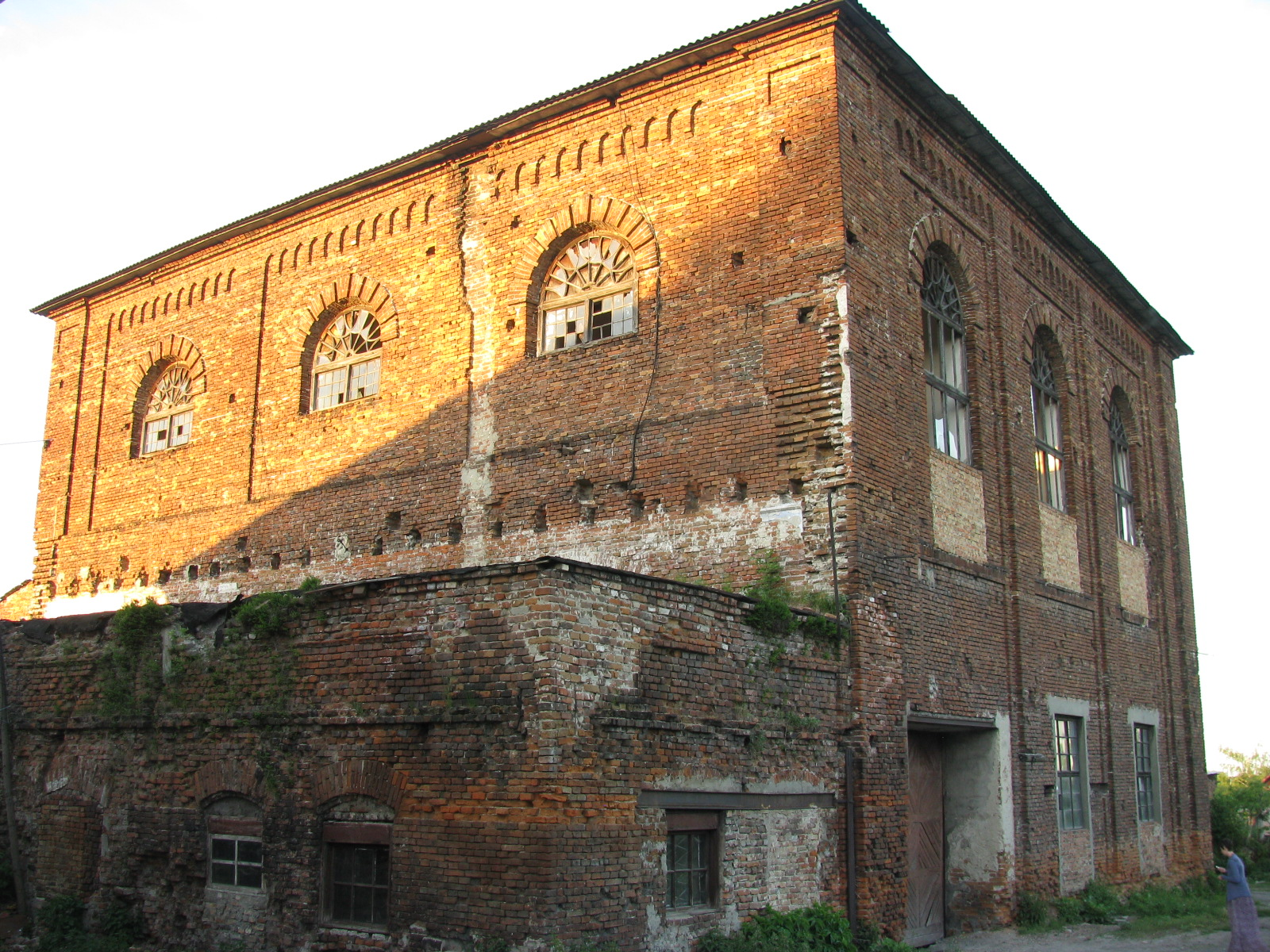
Синагога

На сьогодні залишилась вцілілою одна вежа, в другої верхівку знесла буря.
Оборонний костел, кам'яний, на одну наву, з високими та низькими стінами, з'єднаними в презбітеріум (або апсиду). Фасад складається з трьох половинчатих виступів. Верхні основи внутрішніх колон в плані восьмикутні і прикрашені тосканськими пілястрами. Посередині прикрашені ліпниною.
Костел був закритий в 1951 р., після приєднання Угнева до УРСР, коли польське населення було перевезено до Польщі. Парафіяни забрали з собою святині, в тому числі і вівтар.
За часів радянської влади спочатку тут був склад. Зараз костел переданий Державному історико-культурному заповіднику в м. Белзі. У 2006 р. розроблений проект реставрації костелу, а в 2007 р. розпочалися реставраційні роботи.

### Інші пам'ятки

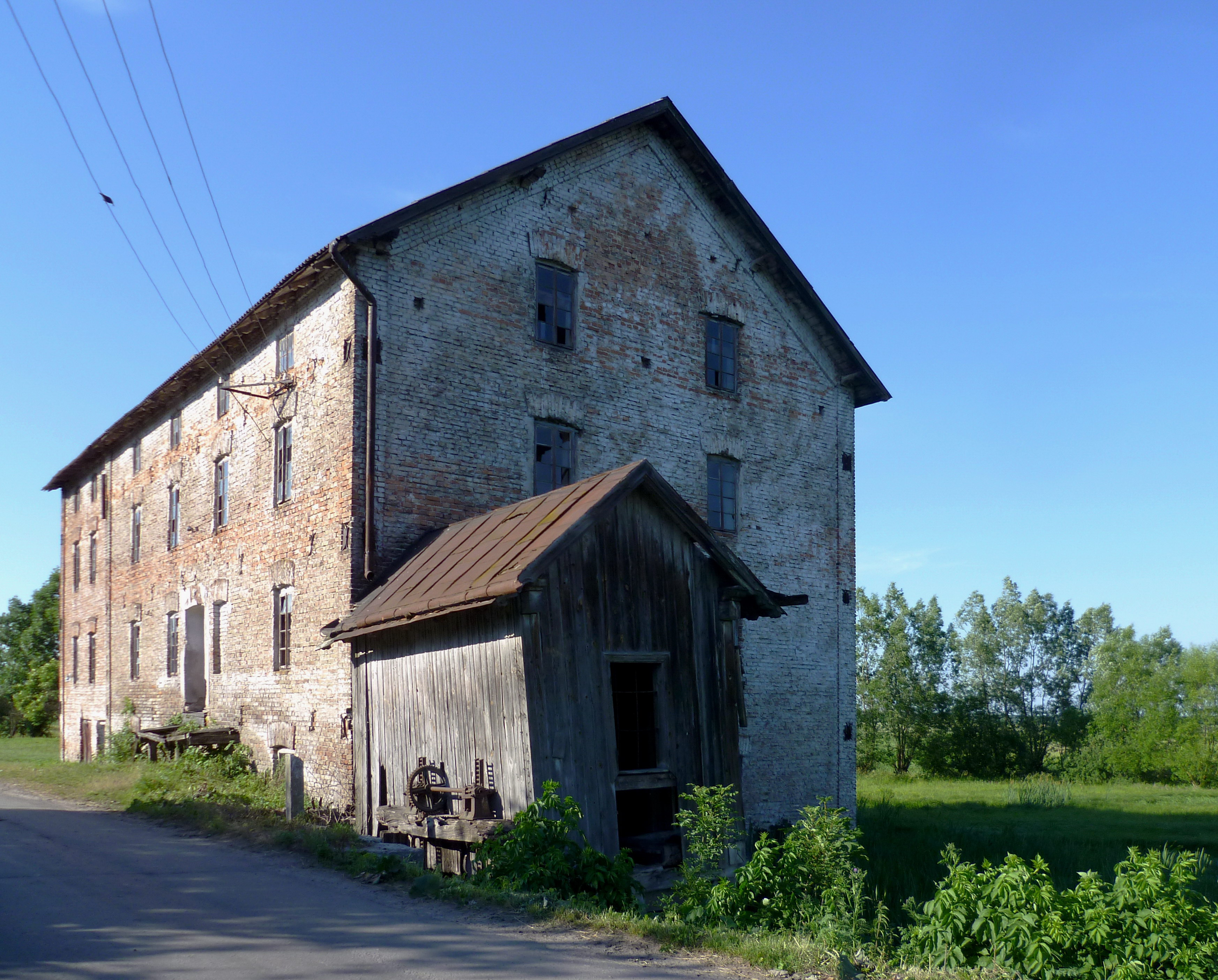
Млин в Угневі (XIX ст.)

- Костел Успіння Пресвятої Богородиці 1695 р.
- Церква Різдва Богородиці 1854—1857 рр. з дерев'яною дзвіницею
- Синагога в стилі модерн початку ХХ ст. з єврейською школою
- Монастир Феліціянок XIX ст.
- Мурована плебанія XVII ст.
- Млин XIX ст. з частково збереженим обладнанням
- Фігура Божої Матері
- Земляні вали старовинного замку

## Відомі люди
- Северіян Степан Бараник (ЧСВВ) — блаженний новомученик УГКЦ.
- Гентош Іван Михайлович (1957 р.н., Угнів) — український поет і пародист.
- Дідицький Богдан Андрійович — історик, журналіст, письменник
- Камінський Андрій (1873—1957) — український письменник, публіцист.
- д-р Козак Іван — в'язень «Берези Картузької»
- Лисяк Павло — (10 березня 1887, Угнів — 8 серпня 1948, Ганновер) — діяч українського національного руху, адвокат і публіцист, посол від УНДО до Сейму Другої Польської Республіки (1938—1939). Батько Івана Лисяка-Рудницького.
- Онишкевич Степан — священик, громадсько-культурний діяч, посол австрійського парламенту у Відні, посол УНРади ЗУНР.
- Панчишин Ольга (1896, Угнів — 1986) — професор[13]
- Решетило Роман — віце-ректор у Перемиській духовній семінарії, генеральний вікарій Перемиської єпархії[14].
- Степан Семен Решетило (ЧСВВ) — церковний діяч, талановитий проповідник і організатор масових народних місій.
- кс. Рудольф Левицький гербу Рогаля (нар. 1833) — пробощ Угнева, професор Львівського університету, канонік-прелат у Львові[15]
- Чуба Володимир Трохимович — український хоровий диригент і педагог, завуч Київської консерваторії.
- Шульган Мар'ян — український військовик, хорунжий УПА, командир ТВ-15 «Яструб», окружний провідник ОУН Сокальщини.